# Thor (HSK 4)
Il Thor, conosciuto anche come HSK 4 (Hilfskreuzer 4 - "incrociatore ausiliario 4") o Schiff 10, fu un incrociatore ausiliario della Kriegsmarine che operò come nave corsara durante la seconda guerra mondiale.
Impostata nel 1938 come bananiera con il nome di Santa Cruz, un mese dopo lo scoppio del conflitto la nave fu convertita in unità corsara. Il Thor intraprese due distinte crociere corsare a caccia delle navi mercantili degli Alleati: la prima, svoltasi tra il giugno 1940 e l'aprile 1941, vide l'incrociatore operare nelle acque dell'oceano Atlantico centrale e meridionale, affondando o catturando un totale di undici mercantili oltre a colare a picco un incrociatore ausiliario della Royal Navy e a danneggiarne altri due. La seconda crociera, tenutasi tra il novembre 1941 e l'ottobre 1942, vide l'unità attraversare l'Atlantico, l'oceano Indiano e il Pacifico fino al Giappone, affondando o catturando altri dieci mercantili alleati.
L'11 novembre 1942, mentre si trovava fermo in porto a Yokohama in Giappone, il Thor rimase coinvolto nell'esplosione accidentale di una petroliera tedesca ancorata al suo fianco, finendo completamente distrutto.

## Storia

### La prima crociera
La nave fu costruita nei cantieri della Deutsche Werft di Amburgo, entrando in servizio nel 1938 come bananiera per la compagnia di navigazione "Oldenburg-Portugiesischr Line", con il nome di Santa Cruz; nell'ottobre 1939 l'unità fu confiscata dalla Kriegsmarine e ne venne ordinata la trasformazione in nave corsara. Relativamente piccola rispetto alle altre navi corsare dell'epoca, la struttura dell'imbarcazione consentiva di installare solo sei cannoni 15 cm SK L/45, in impianti singoli e scudati, ben mascherati i vari punti a prua e poppa; l'armamento comprendeva anche un impianto binato di mitragliere 3,7 cm FlaK e due impianti binati di mitragliere 2 cm FlaK antiaeree, oltre a due impianti binati di tubi lanciasiluri da 533 mm. La nave imbarcava anche 90 mine e un idrovolante da ricognizione Arado Ar 196.
Ribattezzata Thor, la nave prese il mare nel giugno 1940 al comando del Kapitän zur See Otto Kähler, eludendo la sorveglianza britannica nel Mare del Nord e nell'oceano Atlantico settentrionale camuffandosi da mercantile neutrale battente bandiera sovietica. Raggiunto l'Atlantico meridionale a sud delle Azzorre, alla larga dalle zone più sorvegliate, il Thor fece la sua prima vittima il 1º luglio catturando la motonave da 10.000 tonnellate di stazza olandese Kertosono in rotta da New Orleans a Freetown: dotata di un equipaggio tedesco, la motonave fu condotta nel porto di Lorient nella Francia da poco occupata.
Passata nell'emisfero australe, la corsara fermò e affondò tra il 7 e il 16 luglio tre mercantili britannici (Delambre, Gracefield e Wendover), uno belga (Bruges) e uno olandese (Tela), per un totale di 36.000 tonnellate di stazza colate a picco e più di 200 prigionieri catturati. Il 28 luglio, al largo di Rio de Janeiro, il Thor avvistò un grosso mercantile che tuttavia si rivelò essere l'incrociatore ausiliario della Royal Navy HMS Alcantara; più veloce dell'unità tedesca, la nave britannica serrò le distanze e iniziò un violento duello di artiglieria. Entrambe le navi vennero pesantemente colpite, ma i danni più gravi si verificarono a bordo della nave britannica che restò immobilizzata; la corsara tedesca non le diede il colpo di grazia ma ruppe il contatto e si dileguò per evitare in incappare in altre unità nemiche richiamate sul luogo dello scontro dai segnali radio dell'Alcantara.
Riparati i danni e rifornitosi dall'unità ausiliaria tedesca Rekum, il Thor si spinse nelle acque a sud di Tristan da Cunha dove ottenne altri due risultati utili affondando, il 28 settembre, la grande baleniera norvegese Kosmos e, l'8 ottobre, la nave frigorifera britannica Natia. Il 5 dicembre seguente, al largo delle coste meridionali del Sudamerica, il Thor incappò in un altro incrociatore ausiliario britannico, il HMS Carnarvon Castle: ne seguì un nuovo scontro, durante il quale il Thor riuscì a piazzare diversi colpi sull'unità britannica e ad appiccarvi un grosso incendio; mentre il Carnarvon Castle si disimpegnava dirigendo su Montevideo, il Thor si dileguò dal luogo dello scontro.
Dopo essersi incontrato con altre unità corsare e rifornitrici tedesche in un punto dell'Atlantico meridionale alla fine di dicembre 1940, il Thor si diresse verso l'Atlantico centrale e, il 25 marzo 1941, affondò la grossa nave passeggeri armata Britannia dopo un serrato duello di artiglieria; poco dopo questo scontro, il Thor fermò il mercantile Trolleholm battente bandiera svedese: benché la Svezia fosse neutrale, il mercantile era stato affittato da una compagnia britannica e fu quindi colato a picco dopo aver evacuato l'equipaggio. In rotta per rientrare in Germania, il 4 aprile il Thor incappò al largo dell'arcipelago di Capo Verde nell'incrociatore ausiliario britannico HMS Voltaire; lo scontro tra le due unità fu molto pesante, ma alla fine il Voltaire venne gravemente colpito e fu colato a picco. Il 16 aprile seguente il corsaro fece la sua ultima vittima, il mercantile svedese Sir Ernest Cassel, per poi forzare il canale de La Manica il 23 aprile sotto la scorta di altre unità della Kriegsmarine e arrivare felicemente nel porto di Amburgo il 30 aprile, dopo ben 329 giorni in mare e un bottino totale di 12 navi affondate per più di 96.000 tonnellate di stazza.

### La seconda crociera
Dopo un periodo di lavori di revisione, il Thor riprese il mare il 30 novembre 1941 al comando del Kapitän zur See Günther Gumprich.
Elusa la sorveglianza britannica e portatosi nell'Atlantico meridionale, il corsaro fece la sua prima vittima il 23 marzo 1942 quando colò a picco il mercantile greco Pagasitikos; seguirono nei giorni seguenti i cargo britannici Wellpark (30 marzo) e Willesden (1º aprile), il mercantile norvegese Aust (3 aprile) e di nuovo un cargo britannico, il Kirkpool (10 aprile). Doppiato il Capo di Buona Speranza ed entrato nell'oceano Indiano, il 10 maggio il Thor fermò e catturò la nave passeggeri australiana Nankin in rotta per Bombay: rinominata Leuthen e trasformata in unità ausiliaria tedesca, la nave fu caricata dei prigionieri raccolti in precedenza e inviata verso il Giappone.
Il Thor dovette aspettare il 14 giugno per registrare un'altra vittima, la petroliera olandese Olivia; seguì il 19 giugno la cattura della petroliera norvegese Herborg e quindi, il 4 luglio, quella della petroliera Madrono sempre battente bandiera norvegese: entrambe le unità, dotate di equipaggio tedesco, furono trasformate in navi rifornitrici per le unità della Kriegsmarine nell'oceano Indiano e nel Pacifico. L'ultimo successo fu ottenuto il 20 luglio, quando il Thor colò a picco la nave frigorifera britannica Indus portando il totale della seconda crociera corsara dell'unità a 10 mercantili affondati o catturati per un totale di più di 55.000 tonnellate di stazza.
Nel settembre 1942 il Thor ricevette l'ordine di raggiungere il porto di Yokohama, nell'alleato Giappone, per sottoporsi a un ciclo di lavori di manutenzione; l'unità raggiunse la sua destinazione il 10 ottobre seguente. Il 30 novembre il corsaro era ormeggiato a fianco delle petroliere tedesche Leuthen e Uckemark (più nota con il primo nome di Altmark), quando su quest'ultima si sviluppò un incendio: le fiamme innescarono una violenta esplosione, che coinvolse le altre due unità tedesche oltre al mercantile giapponese Heion Maru, tutte finite distrutte e colate a picco in mezzo a vasti incendi; quindici uomini dell'equipaggio del Thor perirono nel disastro. Le cause dello scoppio non poterono essere accertate, ma sembra verosimile che fu causato da una scintilla provocata da una squadra di riparazione che stava lavorando nella cisterne, piene di vapori di petrolio.

## Navi affondate dalThor
Prima campagna
- Kertosono: cargo olandese
- Delambre: cargo britannico
- Bruges: cargo belga
- Gracefield: cargo britannico
- Wendover: cargo britannico
- Tela: cargo olandese
- Kosmos: baleniera norvegese
- Natia: nave frigorifera britannica
- Britannia: nave passeggeri britannica
- Trolleholm: cargo svedese
- Voltaire: incrociatore ausiliario britannico
- Sir Ernest Cassel: cargo svedese

Seconda campagna
- Pagasitikos : cargo greco
- Wellpark: cargo britannico
- Willesden: cargo britannico
- Aust: cargo norvegese
- Kirkpool: cargo britannico
- Nankin: nave passeggeri australiana
- Olivia: petroliera olandese
- Herborg: petroliera norvegese
- Madrono: petroliera norvegese
- Indus: nave frigorifera britannica